# Candelariales
Die Candelariales sind die einzige Ordnung der Unterklasse der Candelariomycetidae der Schlauchpilze (Ascomycota), deren Arten Flechten bilden.

## Merkmale
Die Candelariales sind flechtenbildende Pilze, ihre Photobionten sind chlorococcale Grünalgen (Chlorophyta). Sie sind vorwiegend nitrophil (stickstoffliebend). Der Thallus ist verschieden geformt. Durch Pulvinsäure und deren Derivate ist er gelb bis orange gefärbt. Die Fruchtkörper sind am Thallus sitzende, gelbe bis orange Apothecien, deren Rand deutlich oder nur undeutlich ausgeprägt ist. Die Fruchtkörperwand wird durch dicht septierte, gedrehte Hyphen gebildet. Die Paraphysen sind meist einfach. Das Excipulum ist durchscheinend (hyalin), das Hymenium ist amyloid. Die Asci sind unitunicat und vom Candelaria-Typ: der untere Teil der apikalen Kuppel ist amyloid, es gibt ein breites apikales Kissen, es gibt häufig viele Sporen. Die Ascosporen sind hyalin, und nicht septiert, selten einfach septiert.

## Systematik
Die Candelariales wurden erst 2007 mit zunächst zwei Gattungen (Candelaria und Candelariella), die der von Hakulinen 1954 aufgestellten Familie Candelariaceae entsprechen, beschrieben. Sie wurden anfangs keiner Unterklasse der Lecanoromycetes zugerechnet. Die Ordnung wurde erst 2007 erstbeschrieben, Eriksson  führt die Gattungen noch bei den Lecanoraceae (Lecanorales), von denen sie sich morphologisch nicht abgrenzen lassen. Nach einer Überarbeitung der Systematik aller flechtenbildenden Pilze wurde die Ordnung in eine eigene Unterklasse, die Candelariomycetidae gestellt. 2019 wurde die Ordnung in eine eigene Klasse, die Candelariomycetes, gestellt.
Nach Lücking und Mitarbeiter besteht die Ordnung aus zwei Familien mit vier bzw. einer Gattung:
- Candelariaceae
  - Candelaria
  - Candelariella
  - Candelina
  - Placomaronea
- Pycnoraceae
  - Pycnora